# Changning
Changníng  (en chino:长宁 区, chino tradicional:長寧區,pinyin: chángníng qū) es uno de los 18 distritos de la ciudad de Shanghái, República Popular China. Tiene una superficie de 37.19 kilómetros cuadrados y una población de 964.000. El gobierno del distrito se encuentra en calle Yuyuan 1320.
El Aeropuerto Internacional de Shanghái Hongqiao se encuentra en Changning. China Eastern Airlines, Spring Airlines y Juneyao Airlines tienen una sede principal aquí.
Gracias a que es un lugar para hacer negocios, es uno de los distritos de mayor crecimiento y de los más modernos de la ciudad.

## Administración
El distrito de Changníng se divide en 1 poblado y 9 subdistritos.
- Poblado Xīnjīng 新泾镇
- Subdistrito Huáyánglù 华阳路街道
- Subdistrito xīnhuálù  新华路街道
- Subdistrito jiāngsūlù 江苏路街道
- Subdistrito tiānshānlù 天山路街道
- Subdistrito zhōujiāqiáo 周家桥街道
- Subdistrito hóngqiáo 虹桥街道
- Subdistrito xianxiáxīncūn 仙霞新村街道
- Subdistrito chéngjiāqiáo 程家桥街道
- Subdistrito běixīnjīng 北新泾街道

## Clima
| Parámetros climáticos promedio de Changníng (1971-2000) | Parámetros climáticos promedio de Changníng (1971-2000) | Parámetros climáticos promedio de Changníng (1971-2000) | Parámetros climáticos promedio de Changníng (1971-2000) | Parámetros climáticos promedio de Changníng (1971-2000) | Parámetros climáticos promedio de Changníng (1971-2000) | Parámetros climáticos promedio de Changníng (1971-2000) | Parámetros climáticos promedio de Changníng (1971-2000) | Parámetros climáticos promedio de Changníng (1971-2000) | Parámetros climáticos promedio de Changníng (1971-2000) | Parámetros climáticos promedio de Changníng (1971-2000) | Parámetros climáticos promedio de Changníng (1971-2000) | Parámetros climáticos promedio de Changníng (1971-2000) | Parámetros climáticos promedio de Changníng (1971-2000) |
| Mes                                                     | Ene.                                                    | Feb.                                                    | Mar.                                                    | Abr.                                                    | May.                                                    | Jun.                                                    | Jul.                                                    | Ago.                                                    | Sep.                                                    | Oct.                                                    | Nov.                                                    | Dic.                                                    | Anual                                                   |
| ------------------------------------------------------- | ------------------------------------------------------- | ------------------------------------------------------- | ------------------------------------------------------- | ------------------------------------------------------- | ------------------------------------------------------- | ------------------------------------------------------- | ------------------------------------------------------- | ------------------------------------------------------- | ------------------------------------------------------- | ------------------------------------------------------- | ------------------------------------------------------- | ------------------------------------------------------- | ------------------------------------------------------- |
| Temp. máx. media (°C)                                   | 8.1                                                     | 9.2                                                     | 12.8                                                    | 19.1                                                    | 24.1                                                    | 27.6                                                    | 31.8                                                    | 31.3                                                    | 27.2                                                    | 22.6                                                    | 17.0                                                    | 11.1                                                    | 20.2                                                    |
| Temp. mín. media (°C)                                   | 1.1                                                     | 2.2                                                     | 5.6                                                     | 10.9                                                    | 16.1                                                    | 20.8                                                    | 25.0                                                    | 24.9                                                    | 20.6                                                    | 15.1                                                    | 9.0                                                     | 3.0                                                     | 12.9                                                    |
| Precipitación total (mm)                                | 50.6                                                    | 56.8                                                    | 98.8                                                    | 89.3                                                    | 102.3                                                   | 169.6                                                   | 156.3                                                   | 157.9                                                   | 137.3                                                   | 62.5                                                    | 46.2                                                    | 37.1                                                    | 1164.5                                                  |
| Días de precipitaciones (≥ 1 mm)                        | 9.7                                                     | 10.3                                                    | 13.9                                                    | 12.7                                                    | 12.1                                                    | 14.4                                                    | 12.0                                                    | 11.3                                                    | 11.0                                                    | 8.1                                                     | 7.0                                                     | 6.5                                                     | 129                                                     |
| Horas de sol                                            | 123.0                                                   | 115.7                                                   | 126.0                                                   | 156.1                                                   | 173.5                                                   | 147.6                                                   | 217.8                                                   | 220.8                                                   | 158.9                                                   | 160.8                                                   | 146.6                                                   | 147.7                                                   | 1894.5                                                  |
| Humedad relativa (%)                                    | 75                                                      | 74                                                      | 76                                                      | 76                                                      | 76                                                      | 82                                                      | 82                                                      | 81                                                      | 78                                                      | 75                                                      | 74                                                      | 73                                                      | 76.8                                                    |
| Fuente: 中国气象局 17 de marzo de 2009                  |                                                         |                                                         |                                                         |                                                         |                                                         |                                                         |                                                         |                                                         |                                                         |                                                         |                                                         |                                                         |                                                         |